# Das Wesen des Christentums (Feuerbach)

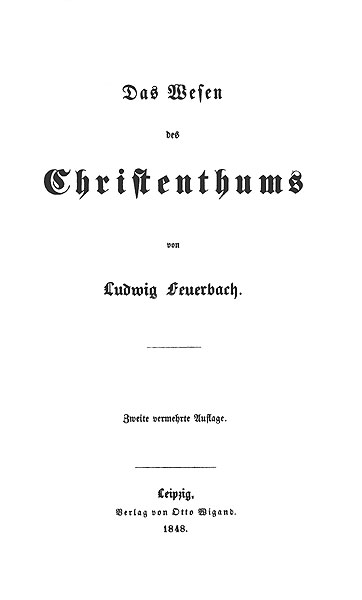
Titelblatt der zweiten Ausgabe von 1848

Das Wesen des Christentums ist ein 1841 bei Otto Wigand in Leipzig erschienenes Werk von Ludwig Feuerbach. Es handelt sich um die zentrale Schrift seiner Religionskritik und damit um eine äußerst wichtige Veröffentlichung der Religionsphilosophie des 19. Jahrhunderts. In diesem Werk legt Feuerbach seine Projektionstheorie Gottes und sein Verständnis des Humanismus und des Christentums dar.

## Inhalt
Ausgangspunkt ist für Feuerbach die Annahme, dass Tiere zwar ebenso bewusste Lebewesen wie Menschen sind, aber über keine Religion zu verfügen scheinen. Relevant scheint ihm dafür die Fähigkeit des einzelnen Menschen zu sein, sich selbst im Verhältnis zur Gattung zu sehen. Damit bewegt er sich in der Tradition Hegels.
Die „Gattungsfunktionen“ Denken und Sprechen sind auf Gemeinschaft bezogen, können vom einzelnen Menschen jedoch auch allein vollzogen werden. Dabei ist der Einzelne „zugleich Ich und Du“, er setzt sich selbst zugleich an die Stelle eines anderen. Das Handeln der Tiere ist demgegenüber auf das unmittelbar Gegebene beschränkt; zum Beispiel „denkt“ eine Raupe, die auf bestimmten Pflanzen lebt, nicht über diese Pflanzen hinaus, sie kann nur diese Pflanzen von anderen unterscheiden.
Das Bewusstsein des Menschen ist im Vergleich dazu unbeschränkt. Vernunft, Wille und Liebe sind für Feuerbach die zentralen Wesensbestimmungen des Menschen gegenüber dem Tier. In jedem Bewusstsein, das der Einzelne von einem Gegenstand hat, wird ihm durch diese drei grundsätzlich unbeschränkten Vermögen seine reale Endlichkeit und Beschränktheit bewusst.
Der Mensch neigt jedoch dazu, seine eigenen Schranken zu Schranken der Gattung zu erklären. Was einem selbst unbegreiflich ist, muss auch den anderen Menschen unbegreiflich sein: So muss ich mich nicht schämen, weil mein Begreifen endlich ist.
Musik ist zum Beispiel ein Monolog des Gefühls. Wenn ich in mir kein Gefühl für Musik habe, kann ich Musik nicht als solche erkennen, sie ist für mich nur Geräusch. Dasselbe gilt für das religiöse Gefühl. Wenn ich kein religiöses Gefühl in mir habe, kann ich nichts Religiöses erkennen. Also ist Religion nur ein Gefühl in mir selbst. Das Religiöse entsteht in mir selbst, somit ist der Gegenstand, der in mir das religiöse Gefühl auslöst, außerhalb von mir variabel. Das Gefühl ist atheistisch im Sinne des orthodoxen Glaubens, als welcher Religion an einem äußeren Gegenstand anknüpft; es leugnet einen gegenständlichen Gott – er ist sich selbst Gott.
- Dieselbe Bewandtnis wie mit dem Gefühl hat es mit jeder anderen Kraft, Fähigkeit, Potenz, Realität, Tätigkeit.
- Die Wesen anderer, höherer Art, die sich der Mensch vorstellt, sind immer mit Wesensbestimmungen ausgestattet, die er aus seinem eigenen Wesen schöpft, Bestimmungen, in denen er nur sich selbst abbildet.
- Der Gegenstand des Menschen ist nichts anderes als sein gegenständliches Wesen selbst. Wie der Mensch denkt, wie er gesinnt ist, so ist sein Gott. Die Erkenntnis Gottes ist deshalb die Selbsterkenntnis des Menschen. Der Mensch ist sich dessen jedoch nicht bewusst. Er verlegt sein Wesen zuerst außer sich, ehe er es in sich findet. Der Mensch vergegenständlicht sein Wesen und betet es in Form eines Gegenstandes an.
- Die Religion gesteht ein, dass die Wesensmerkmale Gottes menschlich sind. Dies sagt jedoch nichts über Gott aus. Der Mensch kann sich unter Gott nur das vorstellen, was Gott ist. Deshalb ist das Gottesbild menschenähnlich, was nicht bedeutet, dass Gott so ist.
- Der Mensch geht dennoch davon aus, dass seine Vorstellung von Gott der Realität Gottes entspricht. Würde der Mensch diesen Anspruch an sein Gottesbild nicht haben, wäre der Glaube beliebig.
- Wer an der Wahrheit seines Gottesbildes zweifelt, muss auch an der Existenz Gottes überhaupt zweifeln.
- Das Höchste für den Menschen ist das Existieren. Daher ist für ihn Gott ein existierender Gott.
- Gott ist das Größte, was man sich vorstellen kann. Würde ein Vogel sich Gott vorstellen, so hätte sein Gott Flügel, denn für einen Vogel gibt es nichts Größeres als Flügel zu haben.
- Die Götter der Menschen entsprechen ihnen selbst. Einen Gott, der in einem Tempel wohnt, gibt es erst, seitdem der Mensch in Häusern wohnt. Für die alten Germanen war die Tugend des Krieges ihre höchste Tugend. Daher war ihr höchster Gott der Kriegsgott – Odin.
- Ein wahrer Atheist ist daher nur der, dem diese Prädikate wie Liebe, Weisheit, Gerechtigkeit nichts bedeuten.
- Das Prädikat ist das eigentliche Subjekt der menschlichen Verehrung. Das ist durch die Verbindung mehrerer Prädikate in einem göttlichen Subjekt vergessen worden.
- Die Religionen rechtfertigen die Parallelität von menschlich geschätzten und göttlichen Prädikaten damit, dass dies nur die Auswahl der göttlichen Prädikate sei, die der Mensch erkennt. Gott habe darüber hinaus unendlich viele mehr.
- Der Religion sind die Anthropomorphismen (Zusprechen menschlicher Eigenschaften auf Götter) keine Anthropomorphismen.
- Eine Qualität ist nicht göttlich, weil Gott sie hat, sondern Gott hat sie, weil sie selbst göttlich ist, weil Gott ohne sie ein mangelhaftes Wesen ist.
- Die Mönche kompensierten ihre Keuschheit mit der Jungfrau Maria. Sie wurde ihnen so wichtig, dass sie fast die Stelle Gottes einnahm.
- Im Spiegel des unendlich guten Gottes erkennt der Mensch sich als begrenzt. Zur Verehrung Gottes macht der Mensch sich klein und gesteht sich ein, dass er, im Gegensatz zu Gott, nur begrenzt gut, liebend, weise etc. ist. Durch Gott erkennt der Mensch, was er selbst nicht ist, aber sein soll, und somit sein kann. Denn ein Sollen ohne Können wäre lächerlich.
- Solange der Mensch Gott als das Gute verehrt, sieht er sich selbst als gut, da Gott ja nur die nach außen getragenen Eigenschaften des Menschen ist.
- Der Israelit überließ es Gott, alle Entscheidungen für ihn zu treffen. Im Gesetz war alles bis dahin geregelt, wie er sich zu waschen und was er zu essen habe. Der Christ hingegen entscheidet diese Äußerlichkeiten selbst. Der Christ setzt in sich selbst, was der Israelit außer sich in Gott setzte. So verändert sich in der Geschichte Gott, je nachdem, was der Mensch in sich selbst behält oder aus sich selbst heraus auf ein der Phantasie entsprungenes Subjekt überträgt.

## Ausgaben
- Ludwig Feuerbach: Das Wesen des Christenthums. Otto Wigand, Leipzig 1841. (Digitalisat und Volltext im Deutschen Textarchiv)
- Ludwig Feuerbach: Das Wesen des Christenthums. Durchgesehen und neu hrsg. von Wilhelm Bolin. Stuttgart 1903 (= Ludwig Feuerbachs Sämmtliche Werke. Band 6).
  - Ludwig Feuerbach: Erläuterungen und Ergänzungen zum Wesen des Christenthums. Durchgesehen und neu hrsg. von Wilhelm Bolin. Stuttgart 1903 (= Ludwig Feuerbachs Sämmtliche Werke. Band 7).
- Ludwig Feuerbach: Das Wesen des Christentums. Reclam 1994, Stuttgart, ISBN 3-15-004571-1 (Nachwort von Karl Löwith).

### Sekundärliteratur
- Johann Peter Lange: Kritische Beleuchtung der Schrift von Ludwig Feuerbach Das Wesen des Christentums. Karl Winter, Heidelberg  1849. Digitalisat
- Alfred Kröner: Sind Ludwig Feuerbachs religionsphilosophische Ideen noch aktuell?
- Michael Lausberg: 160 Jahre „Das Wesen des Christentums“
- Martina Thom: Rezension von: Jens Grandt: Ludwig Feuerbach und die Welt des Glaubens